# International Game Fish Association
Die International Game Fish Association (IGFA) ist ein Verband mit Zentrale in Fort Lauderdale, Florida. Er setzt sich für die Interessen der Hochsee-Sportfischer ein. Der Verband wurde 1939 gegründet und ist heute eine weltweit agierende Organisation, die vor allem die verbindlichen Regeln der Hochseefischerei, die IGFA Fangregeln, festlegt und die offiziellen Rekordfanglisten für mehr als 150 Meer- und Süßwasserfische führt.